# Hurtigruten
Hurtigruten er en skibsrute i Norge mellem Bergen og Kirkenes med 35 anløbssteder som tager 12 dage frem og tilbage. Ruten er også kendt som "Verdens smukkeste sørejse".
NRK2 foretog en 134 timers live udsendelse fra MS Nordnorge fra 16-22 juni 2011 mellem Bergen og Kirkenes kaldet Hurtigruten minutt for minutt.

## Nordgående rute
1. dag: Afgang fra Bergen kl 22:30.
2. dag: Florø – Måløy – Torvik – Ålesund – Geiranger (medio april – medio september) – Molde – Kristiansund
3. dag: Trondheim – Rørvik
4. dag: Brønnøysund – Sandnessjøen – Nesna – Ørnes – Bodø – Stamsund – Svolvær
5. dag: Stokmarknes – Sortland – Risøyhamn – Harstad – Finnsnes – Tromsø – Skjervøy
6. dag: Øksfjord – Hammerfest – Havøysund – Honningsvåg – Kjøllefjord – Mehamn – Berlevåg
7. dag: Båtsfjord – Vardø – Vadsø – Kirkenes kl 10.00

## Sydgående rute
7. dag: Afgang fra Kirkenes kl 12:45 – Vardø – Båtsfjord – Berlevåg
8. dag: Mehamn – Kjøllefjord – Honningsvåg – Havøysund – Hammerfest – Øksfjord – Skjervøy – Tromsø
9. dag: Tromsø – Finnsnes – Harstad – Risøyhamn – Sortland – Stokmarknes – Svolvær – Stamsund
10. dag: Bodø – Ørnes – Nesna – Sandnessjøen – Brønnøysund – Rørvik
11. dag: Trondheim – Kristiansund – Molde
12. dag: Ålesund – Torvik – Måløy – Florø – Bergen kl 14.30

## Flåde
Efter en omfattende modernisering indgår nu 11 skibe bygget i tiden fra 1964 til 2003 i Hurtigruten. MS Nordstjernen indgår som afløsningsskib om vinteren. Skibene er (byggeår i parentes):
- MS Nordstjernen (1956)
- MS Lofoten (1964)
- MS Vesterålen (1983)
- MS Kong Harald (1993)
- MS Richard With (1993)
- MS Nordlys (1994)
- MS Polarlys (1996)
- MS Nordkapp (1996)
- MS Nordnorge (1997)
- MS Finnmarken (2002)
- MS Trollfjord (2002)
- MS Midnatsol (2003)